# Augusto Antonelli
Augusto Antonelli (Venezia, 1885 – Roma, 1960) è stato un architetto e pittore italiano.

## Biografia
Nato a Venezia, ha svolto la sua attività per lo più a Roma, prevalentemente nell'ambito dell'edilizia pubblica. Le sue realizzazioni sono state improntate a una sobria monumentalità, della quale sono espressione le sue opere principali: l'attuale ponte Giacomo Matteotti e la scuola in via Nino Bixio 85.
Suoi anche i Villini Rossini, edifici in stile barocchetto sul lungomare del Lido di Ostia Levante.
Antonelli si è dedicato anche alla pittura, prediligendo soggetti classici, capricci con rovine e scorci architettonici della Roma antica.